# Bernard Sasko-Výmarsko-Eisenašský (1792–1862)
Princ Karel Bernard Sasko-Výmarsko-Eisenašský (30. května 1792, Výmar – 31. července 1862, zámek Belvedere) byl vážený voják, který se v roce 1815 po vídeňském kongresu stal plukovníkem ve službách nizozemského krále. Bojoval v bitvě u Quatre Bras a bitvě u Waterloo, kde velel 2. brigádě 2. nizozemské divize a později se stal hlavním velitelem nizozemské královské armády Východní Indie.

## Mládí
Princ Bernard, sedmé dítě velkovévody Karla Augusta Sasko-Výmarsko-Eisenašského, se narodil 30. května 1792 ve Výmaru. Narukoval do pruské armády a v roce 1806 bojoval v armádě Hohenlohe-Ingelfingenu. V roce 1809 se přihlásil do saské armády a bojoval pod maršálem Bernadottem v bitvě u Wagramu.

## Pozdější život a rodina
Oženil se 30. května 1816 v Meiningenu s princeznou Idou Sasko-Meiningenskou, dcerou vévody Jiří I. Sasko-Meiningenského.
V letech 1825 a 1826 hodně cestoval po Spojených státech amerických.
Jeho syn, Vilém August Eduard, známý jako princ Eduard Sasko-Výmarský (1823–1902), vstoupil do britské armády. Jeho dcera Amálie se provdala za prince Hendrika Nizozemského.
Jeho vnučka Pavlína Sasko-Výmarsko-Eisenašská (prostřednictvím jeho syna prince Heřmana) se provdala za dědičného velkovévodu Karla Augusta Sasko-Výmarského-Eisenašského.
Jeho rezidence v Batavii (nyní Jakarta) byla později využívána pro zasedání kvazizákonodárného sboru Volksraad Nizozemské východní Indie a Vyšetřovacího výboru pro přípravné práce pro nezávislost (BPUPK). Nyní je ve vlastnictví indonéského ministerstva zahraničních věcí.

## Vyznamenání
Obdržel tyto řády a vyznamenání:
- Sasko-Výmarsko-Eisenašsko: Velkokříž Řádu bílého sokola, 15 . prosince 1815[3]
- Saské království:
  - Rytíř Vojenského řádu sv. Jindřicha, 1809; Velkokříž, 1857[4]
  - Rytíř Řádu routové koruny, 1827
- Nizozemsko:
  - Rytíř Vojenského řádu Vilémova, 3. třídy, 8. července 1815; Komandér, 24. května 1821; Velkokříž, 8 . října 1842
  - Velkokříž Řádu nizozemského lva
- Lucembursko: Velkokříž Řádu dubové koruny
- Spojené království: Čestný velkokříž Řádu lázně (vojenský), 22. července 1830[5]
- Ernestinská vévodství: Velkokříž Vévodského sasko-ernestinského domácího řádu, září 1835[6]
- Württemberské království: Velkokříž Řádu württemberské koruny, 1835[7]
- Ruské impérium:
  - Rytíř Řádu sv. Ondřeje, 1837
  - Rytíř Řádu sv. Alexandra Něvského
  - Rytíř Řádu sv. Anny, 1. třídy
  - Rytíř Řádu Bílého orla
- Hesenské velkovévodství: Velkokříž Řádu Ludvíkova, 23. května 1840[8]
- Pruské království:
  - Rytíř Řádu černé orlice, 26. června 1841[9]
  - Velkokříž Řádu červené orlice
- Francouzské království: Velkokříž Řádu čestné legie, června 1842[10]
- Bádenské velkovévodství:[11][12]
  - Rytíř Domácího řádu věrnosti, 1844
  - Velkokříž Řádu zähringenského lva, 1844
- Brunšvické vévodství: Velkokříž Řádu Jindřicha Lva
- Nasavské vévodství: Rytíř Nasavského domácího řádu zlatého lva, září 1858[13]

## Vývod z předků
|                                   |                                             |  |                                     |                                                 |  |  |  |  |  |  |  | Jan Arnošt III. Sasko-Výmarský |
|                                   |                                             |  |                                     |                                                 |  |  |  |  |  |  |  |                                |
|                                   | Arnošt August I. Sasko-Výmarsko-Eisenašský  |  |                                     |                                                 |  |  |  |  |  |  |  |                                |
|                                   |                                             |  |                                     |                                                 |  |  |  |  |  |  |  |                                |
|                                   |                                             |  |                                     | Žofie Augusta Anhaltsko-Zerbstská               |  |  |  |  |  |  |  |                                |
|                                   |                                             |  |                                     |                                                 |  |  |  |  |  |  |  |                                |
|                                   | Arnošt August II. Sasko-Výmarsko-Eisenašský |  |                                     |                                                 |  |  |  |  |  |  |  |                                |
|                                   |                                             |  |                                     |                                                 |  |  |  |  |  |  |  |                                |
|                                   |                                             |  |                                     | Jiří Fridrich Karel Braniborsko-Bayreuthský     |  |  |  |  |  |  |  |                                |
|                                   |                                             |  |                                     |                                                 |  |  |  |  |  |  |  |                                |
|                                   | Žofie Šarlota Braniborsko-Bayreuthská       |  |                                     |                                                 |  |  |  |  |  |  |  |                                |
|                                   |                                             |  |                                     |                                                 |  |  |  |  |  |  |  |                                |
|                                   |                                             |  |                                     | Dorotea Šlesvicko-Holštýnsko-Sonderbursko-Becká |  |  |  |  |  |  |  |                                |
|                                   |                                             |  |                                     |                                                 |  |  |  |  |  |  |  |                                |
|                                   | Karel August Sasko-Výmarsko-Eisenašský      |  |                                     |                                                 |  |  |  |  |  |  |  |                                |
|                                   |                                             |  |                                     |                                                 |  |  |  |  |  |  |  |                                |
|                                   |                                             |  |                                     | Ferdinand Albrecht II. Brunšvický               |  |  |  |  |  |  |  |                                |
|                                   |                                             |  |                                     |                                                 |  |  |  |  |  |  |  |                                |
|                                   | Karel I. Brunšvický                         |  |                                     |                                                 |  |  |  |  |  |  |  |                                |
|                                   |                                             |  |                                     |                                                 |  |  |  |  |  |  |  |                                |
|                                   |                                             |  |                                     | Antonie Amálie Brunšvicko-Wolfenbüttelská       |  |  |  |  |  |  |  |                                |
|                                   |                                             |  |                                     |                                                 |  |  |  |  |  |  |  |                                |
|                                   | Anna Amálie Brunšvicko-Wolfenbüttelská      |  |                                     |                                                 |  |  |  |  |  |  |  |                                |
|                                   |                                             |  |                                     |                                                 |  |  |  |  |  |  |  |                                |
|                                   |                                             |  |                                     | Fridrich Vilém I. Pruský                        |  |  |  |  |  |  |  |                                |
|                                   |                                             |  |                                     |                                                 |  |  |  |  |  |  |  |                                |
|                                   | Filipína Šarlota Pruská                     |  |                                     |                                                 |  |  |  |  |  |  |  |                                |
|                                   |                                             |  |                                     |                                                 |  |  |  |  |  |  |  |                                |
|                                   |                                             |  |                                     | Žofie Dorotea Hannoverská                       |  |  |  |  |  |  |  |                                |
|                                   |                                             |  |                                     |                                                 |  |  |  |  |  |  |  |                                |
| Bernard Sasko-Výmarsko-Eisenašský |                                             |  |                                     |                                                 |  |  |  |  |  |  |  |                                |
|                                   |                                             |  |                                     |                                                 |  |  |  |  |  |  |  |                                |
|                                   |                                             |  | Arnošt Ludvík Hesensko-Darmstadtský |                                                 |  |  |  |  |  |  |  |                                |
|                                   |                                             |  |                                     |                                                 |  |  |  |  |  |  |  |                                |
|                                   | Ludvík VIII. Hesensko-Darmstadtský          |  |                                     |                                                 |  |  |  |  |  |  |  |                                |
|                                   |                                             |  |                                     |                                                 |  |  |  |  |  |  |  |                                |
|                                   |                                             |  |                                     | Dorotea Šarlota Braniborsko-Ansbašská           |  |  |  |  |  |  |  |                                |
|                                   |                                             |  |                                     |                                                 |  |  |  |  |  |  |  |                                |
|                                   | Ludvík IX. Hesensko-Darmstadtský            |  |                                     |                                                 |  |  |  |  |  |  |  |                                |
|                                   |                                             |  |                                     |                                                 |  |  |  |  |  |  |  |                                |
|                                   |                                             |  |                                     | Jan Reinhard III. Hanavsko-Lichtenberský        |  |  |  |  |  |  |  |                                |
|                                   |                                             |  |                                     |                                                 |  |  |  |  |  |  |  |                                |
|                                   | Šarlota z Hanau-Lichtenbergu                |  |                                     |                                                 |  |  |  |  |  |  |  |                                |
|                                   |                                             |  |                                     |                                                 |  |  |  |  |  |  |  |                                |
|                                   |                                             |  |                                     | Dorotea Frederika Braniborsko-Ansbašská         |  |  |  |  |  |  |  |                                |
|                                   |                                             |  |                                     |                                                 |  |  |  |  |  |  |  |                                |
|                                   | Luisa Hesensko-Darmstadtská                 |  |                                     |                                                 |  |  |  |  |  |  |  |                                |
|                                   |                                             |  |                                     |                                                 |  |  |  |  |  |  |  |                                |
|                                   |                                             |  |                                     | Kristián II. Falcko-Zweibrückenský              |  |  |  |  |  |  |  |                                |
|                                   |                                             |  |                                     |                                                 |  |  |  |  |  |  |  |                                |
|                                   | Kristián III. Falcko-Zweibrückenský         |  |                                     |                                                 |  |  |  |  |  |  |  |                                |
|                                   |                                             |  |                                     |                                                 |  |  |  |  |  |  |  |                                |
|                                   |                                             |  |                                     | Kateřina Agáta Rappoltsteinská                  |  |  |  |  |  |  |  |                                |
|                                   |                                             |  |                                     |                                                 |  |  |  |  |  |  |  |                                |
|                                   | Karolína Falcko-Zweibrückenská              |  |                                     |                                                 |  |  |  |  |  |  |  |                                |
|                                   |                                             |  |                                     |                                                 |  |  |  |  |  |  |  |                                |
|                                   |                                             |  |                                     | Ludvík Kraft Nasavsko-Saarbrückenský            |  |  |  |  |  |  |  |                                |
|                                   |                                             |  |                                     |                                                 |  |  |  |  |  |  |  |                                |
|                                   | Karolína Nasavsko-Saarbrückenská            |  |                                     |                                                 |  |  |  |  |  |  |  |                                |
|                                   |                                             |  |                                     |                                                 |  |  |  |  |  |  |  |                                |
|                                   |                                             |  |                                     | Filipína Henrieta z Hohenlohe-Langenburgu       |  |  |  |  |  |  |  |                                |
|                                   |                                             |  |                                     |                                                 |  |  |  |  |  |  |  |                                |